# Animali sacri delle divinità egizie
Quasi tutte le divinità  egizie possiedono un animale sacro. Nella seguente tabella si riportano alcune importanti divinità egiziane ed il loro rispettivo animale sacro.

## Tabella
| Divinità              | Immagine                | Animale                                                                              |
| --------------------- | ----------------------- | ------------------------------------------------------------------------------------ |
| Ra, Horus, Mentu      | Ra · Horus · Mentu      | Falco                                                                                |
| Tefnet, Sekhmet       | Tefnet · Sekhmet        | leonessa                                                                             |
| Ma'at, Kebechet       | [ 1 ]                   | Struzzo                                                                              |
| Iside, Nefti          | Osiride e Iside · Nefti | Nibbio                                                                               |
| Heqet, Nun            | Heket · Iside · Nun     | Rana                                                                                 |
| Toth                  | Toth                    | Ibis                                                                                 |
| Seth                  | Seth                    | Animale immaginario,creato dall'unione delle caratteristiche di molti esseri diversi |
| Hathor, Nut           | Nut · Hathor            | Mucca                                                                                |
| Bastet                | Bastet                  | Gatto                                                                                |
| Geb                   | Geb                     | Anatra                                                                               |
| Renenutet, Meretseger | Renenutet · Meretseger  | Serpente                                                                             |